# Cleistocactus candelilla
Cleistocactus candelilla ist eine Pflanzenart in der Gattung Cleistocactus aus der Familie der Kakteengewächse (Cactaceae). Das Artepitheton candelilla leitet sich vom lokalen Trivialnamen „Candelilla“ für ‚Kerzchen‘ ab und verweist auf die farbenfrohen, röhrenförmigen Blüten.

## Beschreibung
Cleistocactus candelilla wächst strauchig mit an der Basis verzweigten, aufrechten bis spreizklimmenden Trieben und erreicht bei Durchmessern von 3 bis 5 Zentimetern Wuchshöhen von bis zu 1 Meter (selten bis 3 Metern). Es sind 11 bis 13 Rippen vorhanden, die auffällig quer gefurcht sind. Die 3 bis 4 (selten 1 bis 4) gelblich braunen Mitteldornen sind etwas abgeflacht und 1 bis 2,5 Zentimeter (selten bis 3 Zentimeter) lang. Die 13 bis 15, bis 5 Millimeter langen Randdornen sind hellbraun bis grau oder im oberen Teil gelblich braun und im unteren weißlich.
Die hell purpurfarbenen Blüten sind 3,5 bis 4 Zentimeter lang. Sie sind gerade oder etwas gebogen, mehr oder weniger horizontal abstehend und sind mit wenigen Schuppen und unauffälligen Haaren bedeckt. Die hell lachsrosafarbenen Früchte erreichen Durchmesser von bis 10 Millimetern.

## Verbreitung, Systematik und Gefährdung
Cleistocactus candelilla ist in den bolivianischen Departamentos Cochabamba, Potosí und Santa Cruz in Höhenlagen von 1300 bis 2600 Metern verbreitet.
Die Erstbeschreibung erfolgte 1952 durch Martín Cárdenas. Ein nomenklatorisches Synonym ist Echinopsis candelilla (Cárdenas) Anceschi & Magli (2013).
In der Roten Liste gefährdeter Arten der IUCN wird die Art als „Least Concern (LC)“, d. h. als nicht gefährdet geführt.

## Nachweise